# Colonia Bismarck
Colonia Bismarck, o simplemente Bismarck, es una localidad argentina situada en el departamento Unión, provincia de Córdoba.
Se encuentra situada a 301 km de la Ciudad de Córdoba, aproximadamente.
La principal actividad económica es la agricultura seguida por la ganadería, siendo el principal cultivo la soja. 
Existen en la localidad un dispensario, un puesto policial, un edificio municipal y un cementerio.

## Toponimia
La localidad fue fundada por el alemán Juan Gödeken, a principios del siglo XX, comprando estas tierras que más adelante verían nacer el pueblo bautizado como Colonia Bismarck, en homenaje a Otto von Bismarck, influyente canciller alemán de finales del siglo XIX.

## Población
Cuenta con 420 habitantes (Indec, 2022), lo que representa un incremento del 11% frente a los 373 habitantes (Indec, 2010) del censo anterior.
| Gráfica de evolución demográfica de Colonia Bismarck entre 1991 y 2010 |
|                                                                        |
| Fuente: Censos nacionales del INDEC                                    |